# Неаполітанський детектив
«Неаполітанський детектив» («Giallo napoletano») — італійська кінокомедія в стилі джалло 1979 року, знята режисером Серджо Корбуччі, з Марчелло Мастроянні у головній ролі.

## Сюжет
Рафе — звичайний музикант, який волею випадку, виявляється свідком жахливого вбивства. Тепер його доля вирішена — він хоче стати приватним детективом. Розслідуючи справу, він зустрічається з багатьма дивними і підозрілими людьми, і щоразу потрапляє в смішні та безглузді ситуації.

## У ролях
- Марчелло Мастроянні: Рафаеле Капече
- Мішель Пікколі: Віктор Наварро
- Орнелла Муті: Лючія Наварро
- Ренато Поццетто: комісар Вогера
- Пеппіно Де Філіппо: Натале Капече, батько Рафаеле
- Зеуді Арайя: Елізабет, друга дружина Віктора
- Капучіне: сестра Анджела
- Франко Хавароне: Грегоріо Селла
- Натале Туллі: Альбінос, поплічник Селли
- Пеппе Барра: Джардіно, гравець
- Томас Арана: Вальтер Наварро, первісток Віктора
- Елена Фіоре: донна Філомена
- Карло Таранто: тесля
- Дженнаріно Палумбо: вуличний музикант
- Франка Сканьєтті: жінка в лікарні
- Сальваторе Фурнарі: карлик Аґостіно Аполла
- Веріано Джінезі: чоловік у лікарні
- Міммо Полі: лікарняний кухар
- Анджело Пеллегріно: божевільний «піроман»

## Знімальна група
- Режисер: Серджо Корбуччі
- Сценарій: Серджо Корбуччі, Джузеппе Каталано, Сабатіно Ч'юффіні, Ельвіо Порта
- Продюсер: Акілле Манцотті
- Оператор: Луїджі Квейлер
- Композитор: Ріц Ортолані
- Художник: Марко Дентічі
- Монтаж: Амедео Сальфа
- Костюми: Вейн А. Фінкельман